# Hexafluorofosforečnan stříbrný
Hexafluorofosforečnan stříbrný je anorganická sloučenina se vzorcem AgPF6.

## Použití a reakce
Hexafluorofosforečnan stříbrný je často používaným reaktantem v anorganické a organokovové chemii. Nahrazuje halogenidové ligandy slabě koordinující hexafluorofosforečnanové anionty, přičemž se sráží příslušný stříbrný halogenid. Příkladem může být příprava acetonitrilových komplexů z bromidů kovů prováděná v roztoku acetonitrilu:
AgPF6 + Re(CO)5Br + CH3CN → AgBr + [Re(CO)5(CH3CN)]PF6
AgPF6 může fungovat jako oxidační činidlo, za vzniku kovového stříbra jako vedlejšího produktu; například ferrocen rozpuštěný v dichlormethanu se oxiduje na hexafluorofosforečnan ferrocenia:
AgPF6 + Fe(C5H5)2 → Ag + [Fe(C5H5)2]PF6 (E = 0.65 V)

## Podobné reaktanty
Z hlediska vlastností a využití se hexafluorfosforečnanu stříbrnému nejvíce podobají tetrafluoroboritan (AgBF4) a hexafluoroantimonačnan stříbrný (AgSbF6).

### Srovnání s dusičnanem stříbrným
Dusičnan stříbrný je tradičním a méně nákladným činidlem pro odštěpování halogenidů, díky čemuž se využívá při důkazových reakcích na přítomnost halogenidů. Podobně jako AgPF6 je však špatně rozpustný ve slabě zásaditých rozpouštědlech; jelikož je dusičnanový anion Lewisova zásada tak je interferujícím ligandem, což omezuje jeho využití.